# A Best 2 -White-
A BEST 2 -WHITE- – jedna z dwóch części składanki wydanej w 2007 r. przez japońską piosenkarkę Ayumi Hamasaki. Druga część to A BEST 2 -BLACK-. Obie zostały wydane w tym samym dniu. W Japonii wersja CD kosztowała ¥ 3 059, natomiast wersja CD+2DVD ¥ 4 700. A BEST 2 -WHITE- w pierwszym tygodniu był na 1. miejscu w rankingu Oricon. Sprzedano 721 850 kopii A BEST 2 -WHITE- oraz 1 424 734 kopii obydwu części składanki.

## Lista utworów

### CD
| #  | Tytuł             | Czas |
| -- | ----------------- | ---- |
| 1  | "evolution"       |      |
| 2  | "Greatful days"   |      |
| 3  | "independent"     |      |
| 4  | "Humming 7/4"     |      |
| 5  | "UNITE!"          |      |
| 6  | "Real me"         |      |
| 7  | "my name's WOMEN" |      |
| 8  | "ourselves"       |      |
| 9  | "INSPIRE"         |      |
| 10 | "STEP you"        |      |
| 11 | "July 1st"        |      |
| 12 | "fairyland"       |      |
| 13 | "Voyage"          |      |
| 14 | "Moments"         |      |
| 15 | "A Song is born"  |      |

### DVD
| #                                               | Tytuł                       | Czas                     |                          |
| Pierwsze DVD – teledyski                        | Pierwsze DVD – teledyski    | Pierwsze DVD – teledyski | Pierwsze DVD – teledyski |
| ----------------------------------------------- | --------------------------- | ------------------------ | ------------------------ |
| 1                                               | "evolution"                 |                          |                          |
| 2                                               | "Greatful days"             |                          |                          |
| 3                                               | "Humming 7/4"               |                          |                          |
| 4                                               | "UNITE!" (promotional clip) |                          |                          |
| 5                                               | "Real me"                   |                          |                          |
| 6                                               | "my name's WOMEN"           |                          |                          |
| 7                                               | "ourselves"                 |                          |                          |
| 8                                               | "INSPIRE"                   |                          |                          |
| 9                                               | "STEP you"                  |                          |                          |
| 10                                              | "fairyland"                 |                          |                          |
| 11                                              | "Voyage"                    |                          |                          |
| 12                                              | "Moments"                   |                          |                          |
| 13                                              | "27th single「H」TV-CM"     |                          |                          |
| Drugie DVD – BEST of COUNTDOWN LIVE 2006-2007 A |                             |                          |                          |
| 1                                               | Not yet                     |                          |                          |
| 2                                               | "ourselves"                 |                          |                          |
| 3                                               | "Fly high"                  |                          |                          |
| 4                                               | "Beautiful Fighters"        |                          |                          |
| 5                                               | "NEVER EVER"                |                          |                          |
| 6                                               | "A Song for XX"             |                          |                          |
| 7                                               | "No way to say"             |                          |                          |
| 8                                               | "Free & Easy"               |                          |                          |
| 9                                               | "evolution"                 |                          |                          |
| 10                                              | "flower garden"             |                          |                          |
| 11                                              | "until that Day..."         |                          |                          |
| 12                                              | "AUDIENCE"                  |                          |                          |
| 11                                              | "Boys & Girls"              |                          |                          |
| -encore-                                        |                             |                          |                          |
| 12                                              | "Trauma"                    |                          |                          |
| 13                                              | "independent"               |                          |                          |
| 14                                              | "Humming 7/4"               |                          |                          |
| 15                                              | "BLUE BIRD"                 |                          |                          |